# La Bête et la Belle
La Bête et la Belle – singel francuskiej piosenkarki Amandy Lear, wydany w 2011 roku. Piosenka uzyskała rozgłos dzięki erotycznemu teledyskowi prezentującemu nagość i wojeryzm.

## Ogólne informacje
Piosenkę napisali Louise Prey, Joe Moskow i Amanda Lear, a wyprodukowali Steve Campioni i Alain Mendiburu. Jest to pop-rockowy utwór z elementami muzyki elektronicznej. Angielsko-francuskie słowa utworu opowiadają o seksie przez telefon.
Był to trzeci singel promujący płytę I Don’t Like Disco, oryginalnie wydany we wrześniu 2011. W kwietniu 2012 ukazała się EP-ka z remiksami piosenki, a następnie kolejny remiks autorstwa Andy’ego Bella z zespołu Erasure, w którym piosenkarz udzielił się także wokalnie.

## Teledysk
Teledysk do piosenki wyreżyserował Fred Gasimov. Został on nakręcony 16 stycznia 2012 w paryskim hotelu Le Meurice, w tym samym pokoju gdzie niegdyś nocował Salvador Dalí. Klip rozpoczyna się sceną, w której Amanda wychodzi z limuzyny i kieruje się w stronę hotelu, otoczona paparazzi robiącymi jej zdjęcia. Gdy już jest w pokoju, zaczyna pląsać się na łóżku ubrana jedynie w skąpą bieliznę i boa. Śpiewa piosenkę do słuchawki telefonu tak jakby prowadząc z kimś erotyczną rozmowę, podczas gdy nadzorca monitoringu ogląda to wszystko na ekranie w swoim biurze i masturbuje się.
Wideoklip został opublikowany w serwisie YouTube o północy 28 stycznia 2012 i uzyskał 10 tys. wyświetleń w ciągu 24 godzin. Został na krótko zablokowany, po czym ponownie udostępniony wyłącznie dla pełnoletnich użytkowników. Erotyczny wydźwięk teledysku wywołał kontrowersje i sprowokował opinie jakoby tak odważny wizerunek nie przystoił piosenkarce z powodu jej wieku. Klip został porównany do teledysków „Justify My Love” i „Hollywood” Madonny, a także thrillera erotycznego Sliver.

## Lista ścieżek
- Digital Single[10]

1. „La Bête et la Belle” – 3:21

- Digital Maxi Single (Remixes)[11]

1. „La Bête et la Belle” (RLS Edit Mix) – 3:17
2. „La Bête et la Belle” (Bruce Leers Wild Edit) – 3:51
3. „La Bête et la Belle” – 3:21
4. „La Bête et la Belle” (RLS Extended Mix) – 5:11
5. „La Bête et la Belle” (Bruce Leers Wild Extended) – 5:14
6. „La Bête et la Belle” (MGK Extended Remix) – 5:47

- Digital Maxi Single (Monster Mix EP)[12]

1. „La Bête et la Belle” (Club Mix Edit) (feat. Andy Bell & DJ Yiannis) – 6:24
2. „La Bête et la Belle” (Dub Mix Edit) (feat. Andy Bell & DJ Yiannis) – 6:40
3. „La Bête et la Belle” (Radio Edit) (feat. Andy Bell & DJ Yiannis) – 3:46